# 中山大学肿瘤防治中心
中山大學腫瘤防治中心（英語：Sun Yat-sen University Cancer Center），同时挂中山大学附属肿瘤医院和中山大学肿瘤研究所的牌子，是位于中华人民共和国广东省廣州市的三级甲等医院，于1964年3月1日成立（原名華南腫瘤醫院），现为中國內地規模最大、學術力量最雄厚的集醫療、教學、科研、預防于一体的腫瘤學醫、教、研基地。该院是中山大学直属附属医院，由中华人民共和国国家卫生健康委员会直管并与广东省人民政府共建。

## 科研
华南肿瘤学国家重点实验室依托中山大学肿瘤防治中心建设。

## 院区
中山大学肿瘤防治中心现有越秀和黄埔两个院区。

### 越秀院区
越秀院区（院本部）位于广州市越秀区华乐街道东风东路651号，建筑面积18万平方米，开放床位1556张。

### 黄埔院区
黄埔院区位于广州市黄埔区龙湖街道开阳五路1号，于2021年3月16日正式启用，总建筑面积10.4万平方米，开放床位683张。

### 天河院区
天河院区正在规划中，预计选址在天河智慧城附近（广河高速以南、华南快速以东）。2024年5月30日，天河院区正式开工。